# Bacará
O bacará é um jogo de cassino que usa cartas de um baralho, de desenlace muito rápido.
"Bacará" é a versão francesa da palavra italiana "baccarà" ou "zero". Ela se refere aos números das cartas do baralho. O jogo surgiu em 1490, quando o baccarà italiano foi levado para a França, onde se tornou o jogo favorito dos nobres durante o reinado de Carlos VIII (r. 1483–1498). Foi demonstrado pela primeira vez em Las Vegas, em 1959, quase um ano e meio depois de o "Chemin de Fer" ter estreado nos cassinos. Os dois jogos já eram famosos nos cassinos ilegais do leste americano.
O bacará é o jogo de mesa mais importante em Macau, sendo a principal fonte de arrecadação fiscal do território. Em 2014, cerca de 91% da receita total dos cassinos de Macau veio da variação punto banco.

## Origem
Como muitos outros jogos de cassino a origem do bacará é controversa, havendo várias versões de como exatamente este jogo começou. Alguns historiadores acreditam que o jogo teve suas origens na Idade Média. Há aqueles que asseguram que o bacará era jogado originalmente com cartas de tarô.

### Semelhanças com o vinte-e-um
Muitas pessoas acreditam que o bacará é uma variante do vingt-et-un, o jogo francês de vinte-e-um, tornando o bacará um "primo" do vinte-e-um. No vinte-e-um, os jogadores tentam bater o dealer, ao chegar o mais perto possível de 21 (sem passar desse valor). No bacará, os jogadores apostam na mão que acham que está mais próxima de 9 (a mão da banca ou a mão do jogador). Embora haja muitas diferenças entre os dois jogos, as semelhanças apontam uma origem comum.

### Origem italiana
Há indícios fortes de que o jogo começou na Itália. Baccarà em italiano significa "nada". No jogo de bacará moderno, os 10s e as cartas do mesmo naipe valem zero. O jogo provavelmente saiu da Itália para a França no final do século XV. Acredita-se que o rei Carlos VIII foi o responsável em apresentar o jogo a seus compatriotas.
O bacará é um jogo europeu. Tornou-se enormemente popular nos cassinos da Riviera francesa e sua popularidade gerou diferentes variações de bacará. Hoje, os jogadores europeus mais tradicionais preferem a versão do jogo "Chemin de Fer" (lit. Estrada de ferro). A versão de bacará mais conhecida vem das Ilhas Britânicas. À medida que o Império Britânico se propagava pelo mundo, o jogo também acabou sendo difundido. A versão britânica é a versão exportada ao continente americano.
Nos anos 1950, o bacará foi jogado pela primeira vez em Las Vegas. O cassino Dunes foi o primeiro a introduzir o jogo. O bacará é normalmente associado a apostas altas e grande rotatividade.

## Minibacará
Na década de 1980, surge uma nova modalidade de jogo nos casinos: o minibacará. Este segue as mesmas regras do bacará, porém com algumas diferenças. O minibacará foi desenvolvido para tornar o jogo mais acessível às massas. As salas de bacará normais têm limites muito mais altos que a maioria dos outros jogos de cassino. Essas áreas estão normalmente reservadas para grandes apostadores.
No minibacará, o dealer distribui as cartas (os jogadores não devem se preocupar com os dispensadores). A mesa de minibacará é disposta como uma mesa de vinte-e-um. A ação é muito mais rápida, porque a mesa tem menos lugares que a mesa de bacará normal.

## Regras
Uma partida de bacará disputa-se unicamente entre o banqueiro e o jogador. O objectivo do jogo é descobrir qual dos dois conseguirá obter com as cartas na sua mão o total de pontos mais próximos de 9.
O bacará joga-se com seis baralhos de cartas que se baralham depois de cada mão. Como no blackjack, o croupier guarda as cartas num sabot.

### Desenvolvimento do jogo
Deverá colocar a aposta da sua escolha na mão do banqueiro ("banker"), na mão do jogador ("player") ou em jogo nulo ("tie"). A seguir o croupier distribui ao jogador e ao banqueiro duas cartas que se adicionam para obter o total de pontos. Em função deste total, o croupier dará uma terceira carta ao jogador, ao banqueiro ou aos dois. Totalizam-se novamente os pontos de cada mão. A mão com um total mais próximo de 9 é a vencedora.
Se apostou no jogador e a mão deste é vencedora, ganha o montante que apostou. Se apostou no banqueiro e a mão deste é vencedora, ganha o montante que apostou menos uma comissão de 5%. Se apostou em jogo nulo e com razão, ganha 8 vezes o montante que apostou!

### Regra da terceira carta
Em função dos pontos calculados após a primeira tiragem, o croupier dá por vezes uma terceira carta ao jogador e/ou ao banqueiro. O croupier dá a carta com face visível, antes de mais ao jogador e caso seja necessário ao banqueiro.

### Valor das cartas
| Cartas | Nome / Valor                                                        |
| ------ | ------------------------------------------------------------------- |
|        | De 2 a 9 O valor indicado na carta (por exemplo: o 2 vale 2 pontos) |
|        | Ás 1 ponto                                                          |
|        | K, J, Q e 10 0 pontos                                               |

## Na cultura popular

### Escândalo real de bacará
Em 1891, o caso Tranby Croft e o processo movido por William Gordon Cumming ficaram conhecidos como o "escândalo real do bacará", devido à participação do futuro rei Eduardo VII. O episódio atraiu ampla atenção da mídia e ajudou a popularizar o jogo no Reino Unido. O escândalo também inspirou músicas de teatro e uma peça.

### James Bond
O bacará chemin-de-fer é o jogo preferido de James Bond, personagem criado por Ian Fleming. Ele aparece em vários romances, principalmente Casino Royale (1953), onde o enredo gira em torno de uma partida contra Le Chiffre. O jogo também está presente em diversas adaptações, incluindo Dr. No, Thunderball, Casino Royale (1967), GoldenEye e outras. Na versão de 2006, o bacará foi substituído pelo pôquer Texas hold 'em.